# Betula occidentalis
Betula occidentalis là một loài thực vật có hoa trong họ Betulaceae. Loài này được Hook. mô tả khoa học đầu tiên năm 1838.
Bạch dương đỏ là một loài cây bạch dương bản địa Tây Bắc Mỹ, ở Canada từ Yukon về phía đông Ontario và phía Nam, và ở Hoa Kỳ từ đông Washington đến Đông Bắc North Dakota, và phía Nam đến Đông California, Bắc Arizona và phía Bắc New Mexico và tây nam Alaska. Nó thường xuất hiện dọc theo các con suối ở miền núi.
Đây là cây bụi rụng lá hoặc cây cối sớm phát triển chiều cao đến 10 m, thường có nhiều thân cây. Vỏ cây có màu nâu đậm đến đen, mịn màng nhưng lột vỏ chết ra. Các cành cây có màu xám hoặc mỏng và không mùi khi cạo. Các lá là xen kẽ, hình bầu dục đến hình hoạ, dài 1–7 cm và rộng 1-4.5 cm, có lề sâu và hai đến sáu cặp tĩnh mạch, và một con petiole ngắn lên Đến 1,5 cm (0,59 in) dài. Những bông hoa như đuôi chồn được thụ phấn nhờ gió dài 2–4 cm, hoa đực như đuôi chồn lõm xuống xòn hoa cái dựng đứng lên. Quả dài 2–3 cm và rộng 8–15 mm, bao gồm nhiều hạt nhỏ có cánh được lèn chặt giữa các cuộn đuôi chồn.

## Hình ảnh

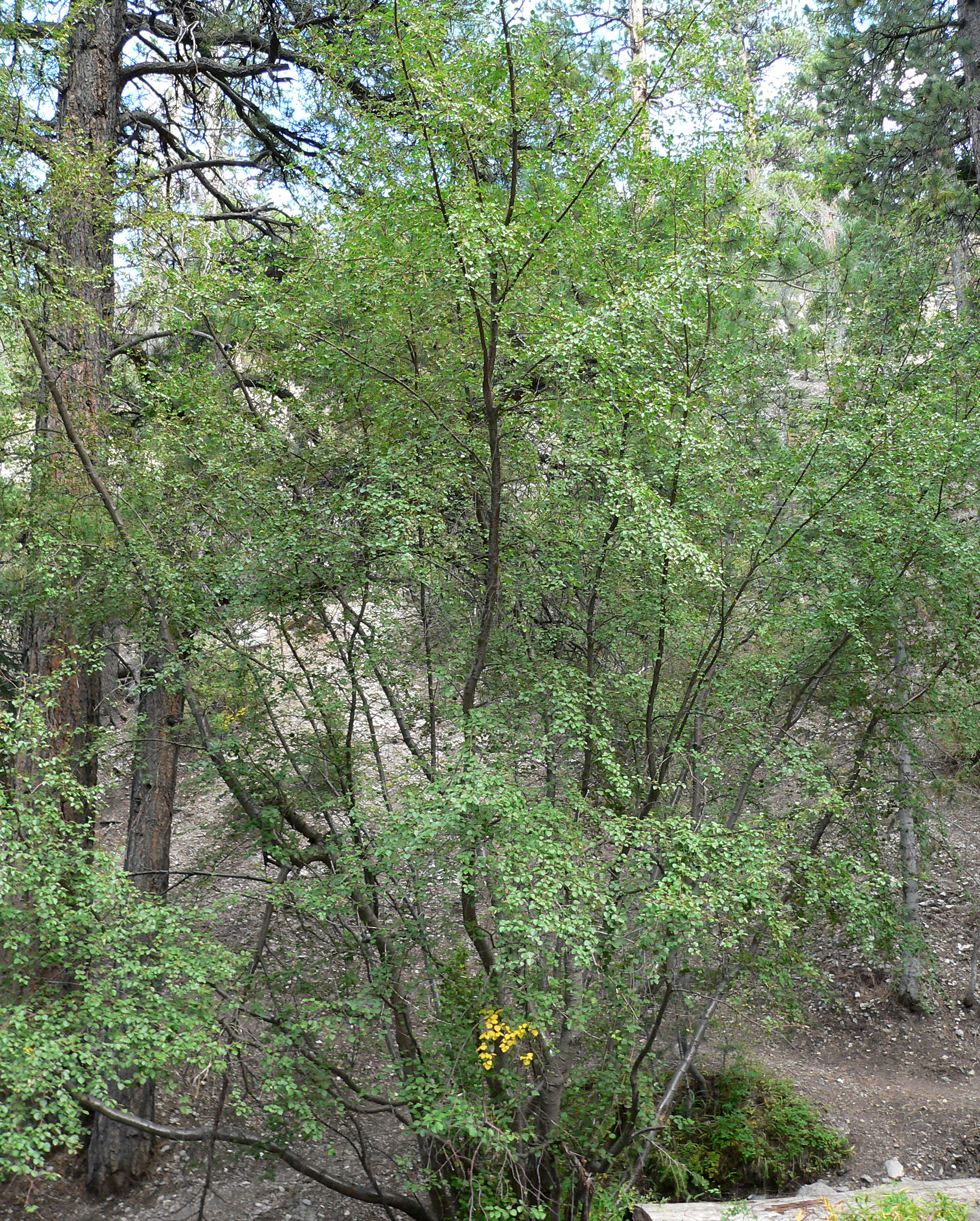
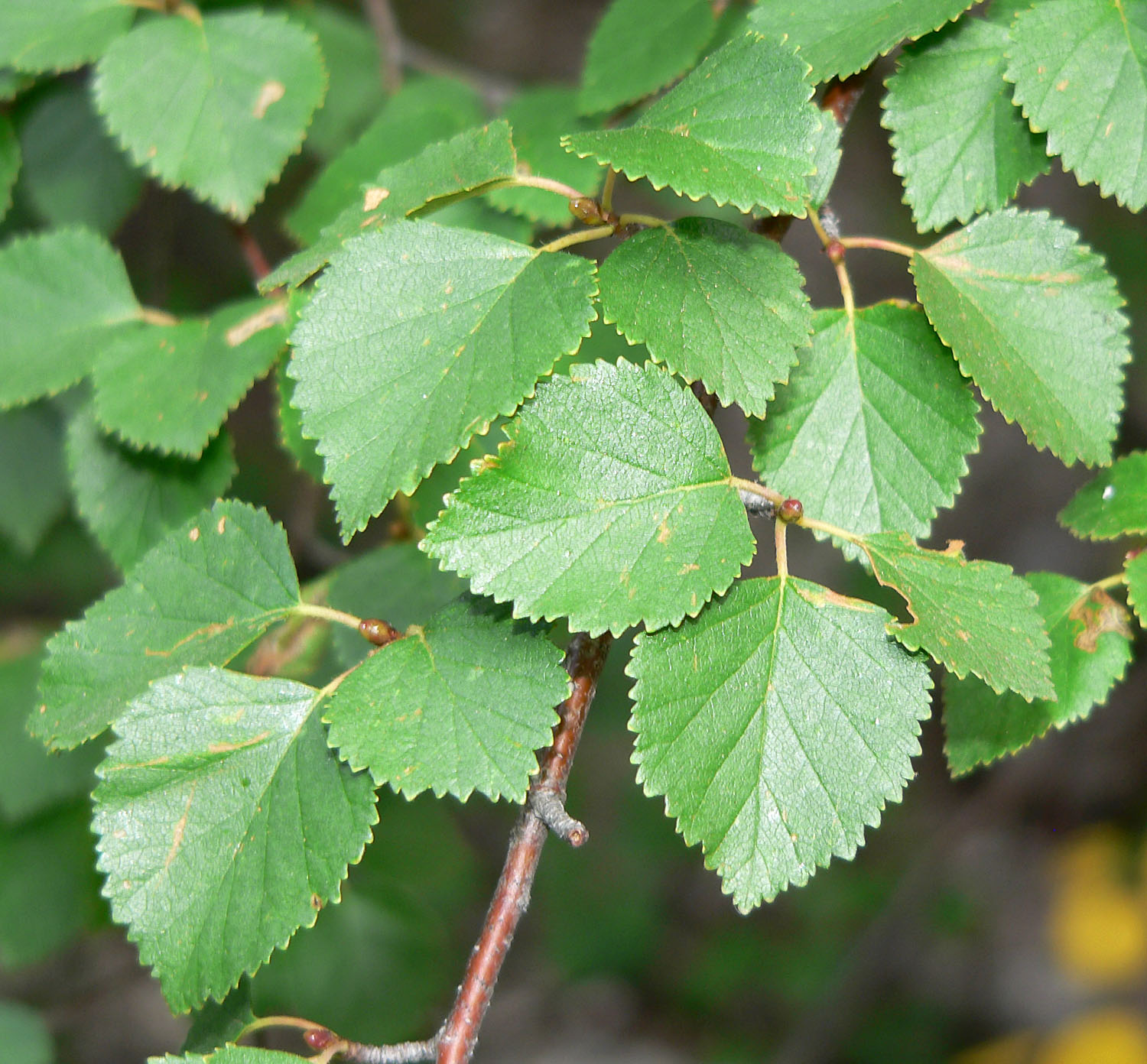
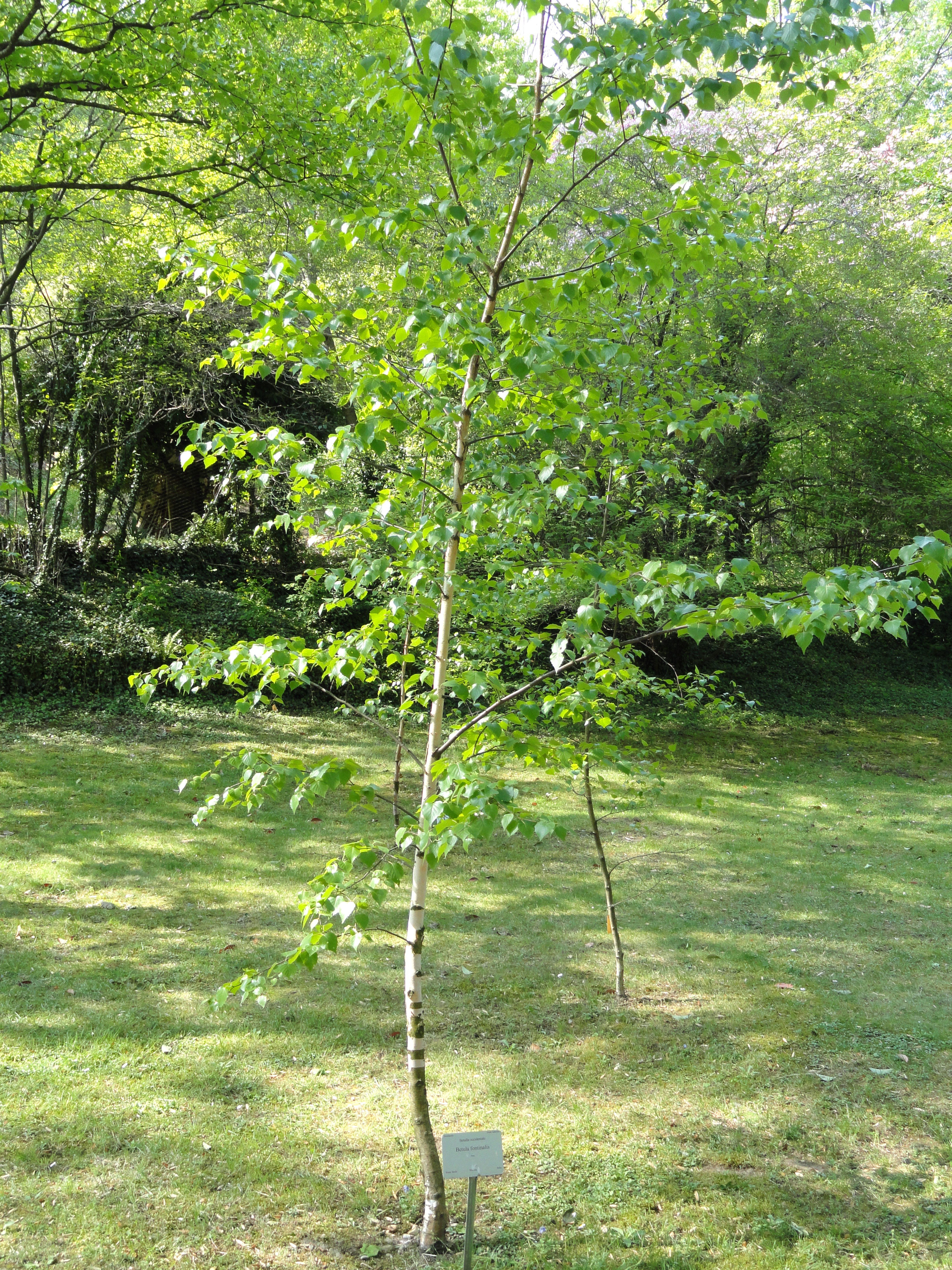
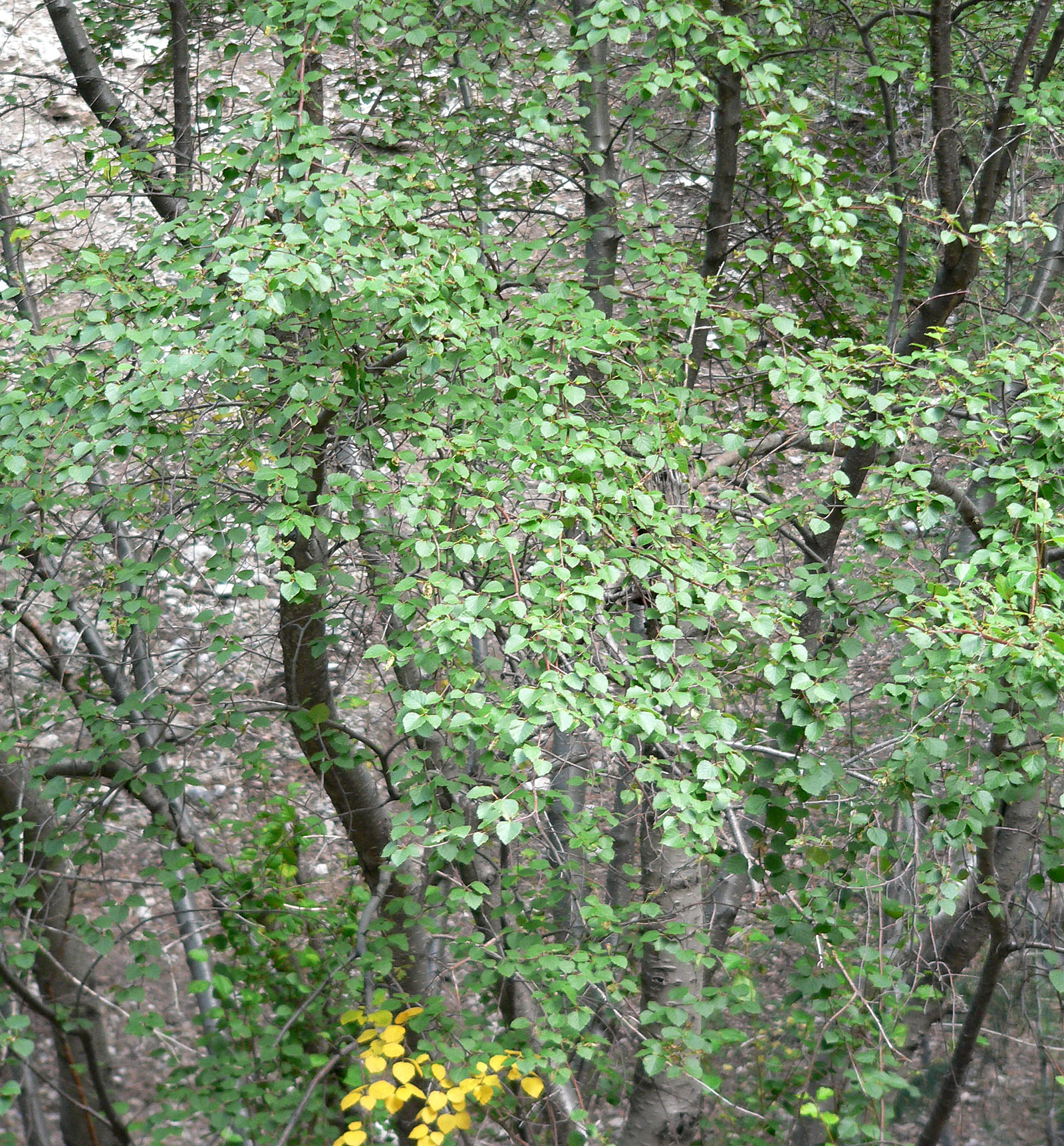